# Sultà
Un soldà o sultà (de l'àrab سلطان, sulṭān, i aquest de سلطة, sulṭa, ‘poder’) és un monarca que governa un país islàmic. El títol aporta autoritat moral i religiosa tal com està definit a l'Alcorà. El primer a portar el títol de soldà va ser Mahmud de Ghazna (998 - 1030), que a partir de la ciutat de Gazni, a l'actual Afganistan, va governar uns dominis que anaven des del Ganges fins a Mesopotàmia. Posteriorment «soldà» esdevingué el títol dels governants dels turcs seljúcides, dels turcs otomans, de la dinastia aiúbida i dels mamelucs que governaren Egipte. Actualment fan servir aquest títol el soldà d'Oman, el soldà de Brunei i alguns soldans honorífics a les Filipines, Java o Malàisia.
La dinastia i les terres governades per un sultà s'anomenen sultanat (àrab: سلطنة, ṣalṭana).
El terme però és reemplaçat gradualment pel títol de rei o màlik, en àrab.

## Història

### El primer soldà

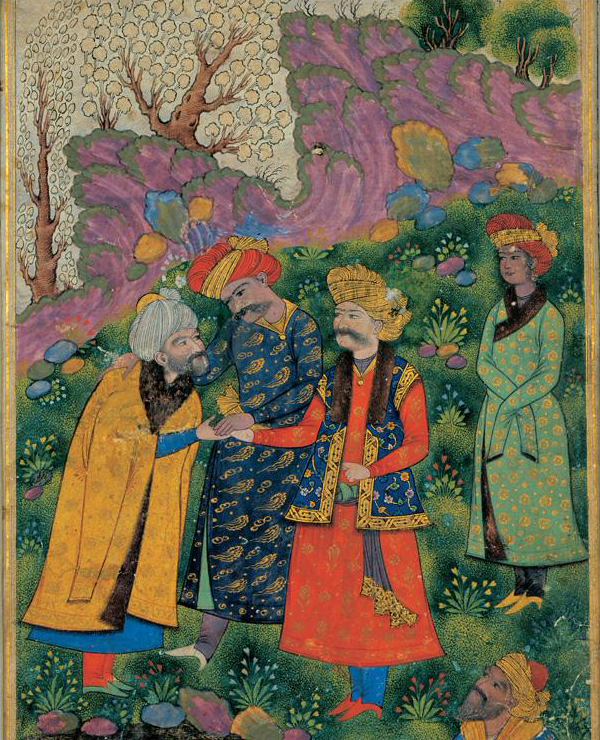
Mahmoud i Ayaz: el primer soldà de la història és aquí a la dreta, donant la mà al xeic, amb Ayaz darrere seu. La figura de la dreta és Abbas I el Gran, que va governar uns 600 anys després. Museu d'Art Contemporani de Teheran, Iran.

Cap a l'any 900, el Califat Abbàssida es va debilitar molt. Diversos governadors provincials ja s'han transformat en sobirans hereditaris, amb el títol d'emir. També hi ha emirs que controlen territoris més petits, una o algunes ciutats i els seus voltants.
Cap a l'any 940, la guerra civil estava en ple desenvolupament. La dinastia dels abbàssides, a punt de desaparèixer, és salvada pels germans buwàyhides, que restableixen l'ordre a les províncies centrals, que són aproximadament els actuals territoris de l'Iraq i l'Iran. El més jove dels tres germans, Ahmad Ibn Bouway, van prendre Bagdad el 945 i rebuts des del califa abbàssida el títol d'amir al-umarà (‘emir dels emirs’), Sovint anomenat «gran emir». Salvats pels buwàyhides, els califes abbàssides van quedar sota la seva tutela.
Procedent d'una província abbàssida, que succeeix a l'estat samànida, l'Imperi Gaznèvida es troba en la seva major fase d'expansió sota Mahmud de Ghazna. Aquest líder turcman, que va governar del 996 al 1030, al capdavant d'un imperi més gran que el dels buwàyhides, que no reconeixia la superioritat d'aquest, però tampoc volia disputar el lloc del califa, va escollir, per tant, un altre títol: «sultà».

### Els grans seljúcides
Al final del seu regnat, Mahmud de Ghazna va patir la revolta dels seljúcides als seus territoris. Aquest últim, dirigida per Toghril Beg I, es va apoderar de gran part de l'Imperi Gaznàvides el 1040. A continuació, Toghril-Beg va avançar cap a l'oest, va annexionar l'Imperi Buwàyhida i va posar fi a aquesta dinastia d'emirs. Amb el títol de soldà, Toghril-Beg i els seus successors es converteixen en els nous protectors dels califes.

### Altres dinasties
La unitat dels seljúcides dura poc. L'Imperi es divideix en diversos estats, alguns dels quals tenen el títol de sultà com els seljúcides de Roum (1077-1307) o els seljúcides d'Hamadan (1118-1194).
Els aiúbides, dinastia de sultans d'Egipte, fundada per Saladí el 1169, que va regnar d'Egipte a Síria, es troba entre els sultans més famosos d'Occident. Saladí mana sobre diversos emirs i rep ordres del califa de Bagdad.
Al Magrib, els monarques del Marroc s'anomenen sultans des dels marínides al segle xiii fins al 1957, quan Muhàmmad V del Marroc va optar per portar el títol de «rei del Marroc» per simbolitzar la unitat del país.
Els governants de la dinastia abdalwadita de Tlemcen a Algèria també es van anomenar sultans fins a l'arribada del domini otomà.
Hi havia altres governants que es proclamaven soldans, des de l’Àfrica occidental fins a Indonèsia. Aquest títol constitueix un emblema de la seva vinculació a l'islam i un reconeixement de l'autoritat religiosa del califa durant la seva existència.
En casos especials, els sultans otomans, de l'any 1517, també porten el títol de califa.

### Les sultanes
La primera sultana que va governar en nom propi (ja hi havia sultanes regents abans que governaven pels seus fills petits) és probablement Raziya (1236-1240) del sultanat de Delhi. Va establir escoles, acadèmies, centres de recerca i biblioteques públiques. Ella va demanar que li diguessin «sultà» i no «sultana». Segons ella, «sultana» era un terme reservat per a les dones i concubines d'un sultà.
Xàjar-ad-Durr, vídua d'as-Sàlih Ayyub, va ser sultana aiúbida d'Egipte del 1250 al 1257, associada al seu nou marit, el primer sultà mameluc al-Muïzz Àybak, a qui va matar abans de ser assassinada pels que l'envoltaven.
Dominant diversos idiomes, inclòs l'àrab, el kanarès, el marathi, el persa i el turc, Chand Sultana, més coneguda com a Chand Bibi, va ser regent del país del seu marit, Bijapur, des de 1580 fins a 1590. Va ser després regent del seu país natal, Ahmednagar, des de 1596 fins a 1599.
El Regne de Patani, situat al sud de l'actual Tailàndia, va viure un període en què es van succeir quatre sobirans. Comença amb l'accés al tron de la princesa Ijau el 1584 i acaba amb la mort de la seva neboda Kuning el 1651.
L'Imperi Otomà també va viure un període anomenat «Sultanat de Dones» (Kadinlar saltanati en turc) fa uns 130 anys. Durant aquest període, les mares, fins i tot les àvies d'un sultà com Kösem Sultan (1589-1651) havia governat en nom dels seus fills o nets.
El Sultanat d'Aceh, al nord de l'illa de Sumatra, a Indonèsia, també va experimentar un període de quatre reines successives, que van des de 1641, amb l’aparició del Ratu Safiatuddin Tajul Alam, fins al 1699 amb la mort del Ratu Kamalat Shah Zinatuddin.
Khnata bent Bakkar va ser sultana del Marroc del 1729 al 1754, va assegurar la regència durant el període següent a la desaparició del sultà Mulay Ismail el 1727.

## Sultans contemporanis
Actualment, duen el títol de sultà:
- a l'Orient Mitjà, el sobirà d'Oman;
- a Insulíndia i la península de Malaca,
  - el governant de Brunei, al nord de l'illa de Borneo;
  - els governants dels tres tribunals de Cirebon, el de Yogyakarta a l'illa de Java, el de Pontianak a Kalimantan i els de Ternate i Tidore a les Moluques, a Indonèsia;
  - els sobirans de set dels nou estats constituents de la Federació de Malàisia: Johor, Kedah, Kelantan, Pahang, Perak, Selangor i Terengganu, tots situats a la península de Malàisia (a diferència dels altres dos estats, veïns de Brunei i situats a l'illa de Borneo).